# Урай (аеропорт)
Аеропо́рт У́рай — аеропорт міста Урай Ханти-Мансійського автономного округу Росії. Пропускна здатність аеровокзального комплексу — 250 осіб на годину.

## Показники діяльності
| рік            | 2014 | 2015 | 2016 | 2017 |
| тис. пасажирів | 19,7 | 13,1 | 14,1 | 13,7 |
| Джерела:       |      |      |      |      |

## Авіакомпанії та пункти призначення
Організацією перельотів займається авіакомпанія Utair

## Організації, розташовані на аеродромі
1. Няганське відділення Югорського центру ОВС філії «Аеронавігація Півночі Сибіру»